# Танагра-інка червоноброва
Танагра-інка червоноброва (Heterospingus xanthopygius) — вид горобцеподібних птахів родини саякових (Thraupidae). Мешкає в Центральній і Південній Америці.

## Підвиди
Виділяють два підвиди:

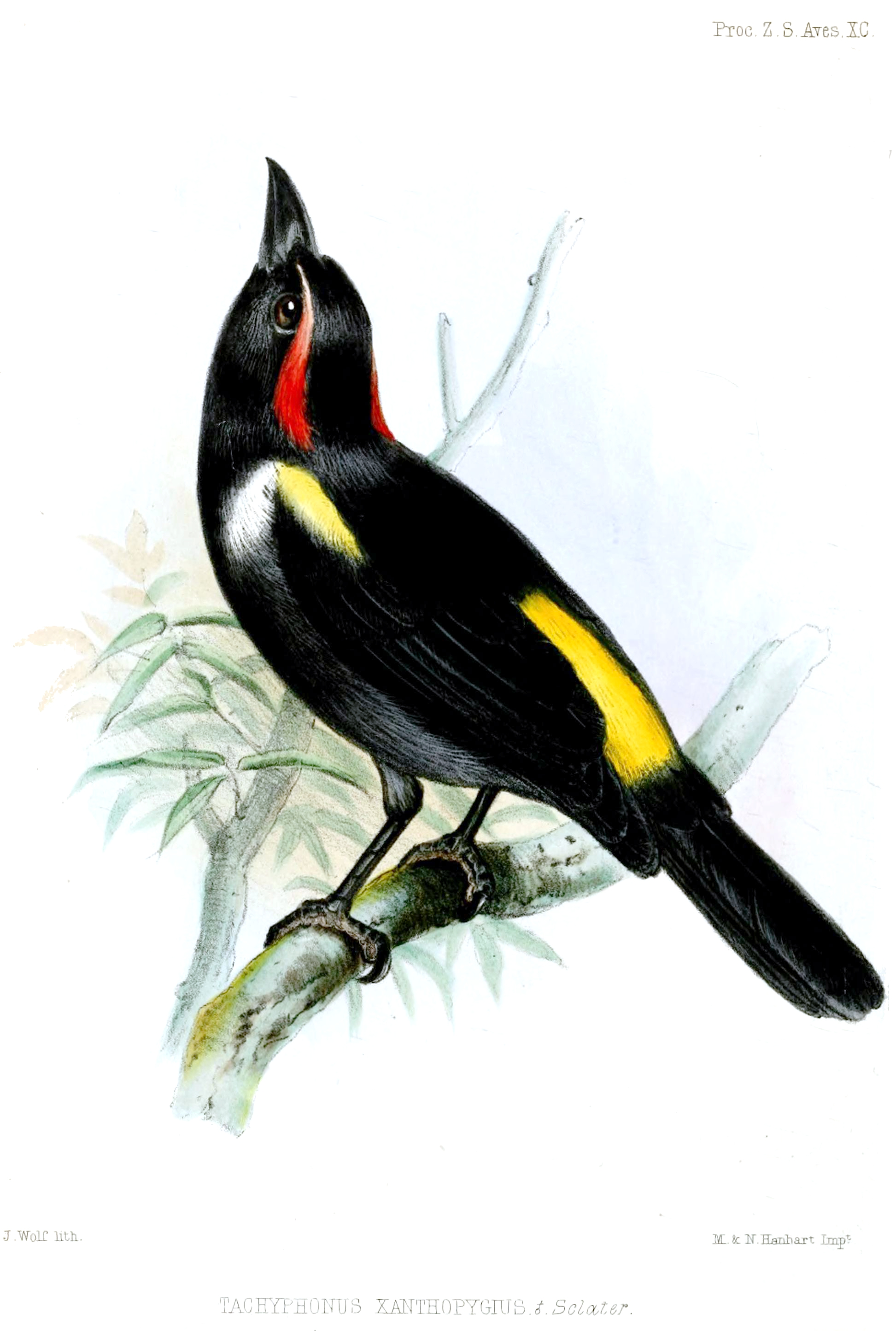
Червоноброва танагра-інка

- H. x. xanthopygius (Sclater, PL, 1855) — крайній схід Панами (східний Дар'єн) і міжандські долини на півночі Колумбія;
- H. x. berliozi Wetmore, 1966 — захід Колумбії і захід Еквадору (на південь до Гуаяса).

## Поширення і екологія
Червоноброві танагри-інки мешкають в Панамі, Колумбії і Еквадорі. Вони живуть в кранах вологих рівнинних тропічних лісів та на узліссях. Зустрічаються на висоті до 1100 м над рівнем моря. переважно на висоті до 800 м над рівнем моря.